# Villa Pitzalis
Villa Pitzalis è un edificio che sorge a Tuili, centro della Marmilla, in Sardegna. La sua progettazione è attribuita a Gaetano Cima, architetto cagliaritano tra i più importanti (attivo in Sardegna fin dalla prima metà dell'800 e che a Tuili realizzò anche la villa Asquer).
Villa Pitzalis è situata nella via San Pietro, a destra rispetto alla scalinata che conduce alla chiesa omonima.

## Descrizione
Edificata in stile neoclassico, era una residenza nobiliare, come dimostra la sua sagoma tipica dei palazzi cittadini. Consta di un unico corpo di fabbrica su due piani fuori terra, con in cima un'altana. Accessibile su tre lati, presenta i prospetti scanditi da cornici orizzontali e lesene, costituite da blocchi squadrati a vista di arenarie e vulcaniti, litologie utilizzate anche per la realizzazione delle murature. 
Nei prospetti lunghi le lesene ripartiscono l'edificio in tre settori ciascuno coperto da un tetto a due falde. Il prospetto sud rivolto al piccolo giardino all'italiana, ed il prospetto ovest sulla via San Pietro, presentano al primo piano bucature ornate da timpani curvilinei e triangolari con modanature di buona fattura. In tutti i prospetti gli ingressi e le finestre sono ornati da cornici lapidee. La parte dell'altana completamente ricostruita, come si può notare dal differente tipo di muratura ha una copertura a padiglione con struttura lignea portante costituita da capriate. 
Nel corso del tempo sono state effettuate varie opere di restauro e ristrutturazione. Le più recenti risalgono al periodo successivo al 1971, quando, con decreto ministeriale, l'edificio venne sottoposto alle disposizioni di tutela contenute nella legge n. 1089 del 1939. La villa, in quel periodo in forte stato di degrado, apparteneva alla famiglia Pitzalis. Nel 1982 l'immobile fu acquisito dal Comune di Tuili, che ne iniziò l'opera di recupero.